# Hetaeria mannii
Hetaeria mannii är en orkidéart som först beskrevs av Heinrich Gustav Reichenbach, och fick sitt nu gällande namn av George Bentham, Elias Magloire Durand och Schinz. Hetaeria mannii ingår i släktet Hetaeria och familjen orkidéer. Inga underarter finns listade i Catalogue of Life.